# Lasowiacy
Lasowiacy, Lesioki – grupa etnograficzna zamieszkująca głównie Równinę Tarnobrzeską i Płaskowyż Kolbuszowski – w węższym ujęciu widły Wisły i Sanu, w szerszym także prawy brzeg Sanu. Lasowiacy i Borowiacy Sandomierscy przez niektórych etnografów zaliczani są do szeroko ujmowanej grupy Sandomierzan, odróżniając się od głównej części zamieszkującej lewy brzeg Wisły, m.in. ze względu na puszczański charakter osadnictwa. Jest to stosunkowo późno wyodrębniona grupa, a jednocześnie jedna z nielicznych grup zamieszkujących ziemie polskie, która wykształciła własny etnonim, tj. Lesioki, przez etnografów przekształcony w Lasowiacy.

## Obszar kulturowy
Lasowiacy zamieszkują obszar na południe od Sandomierza i Gorzyc po Głogów Małopolski, Leżajsk, na północ od Ropczyc. Od Baranowa Sandomierskiego i na wschód od Mielca po Stalową Wolę, Nisko, Sarzynę, a według Franciszka Kotuli jeszcze dalej na wschód po Tarnogród, na południe od Janowa Lubelskiego i na zachód od Biłgoraja.

## Geneza
Lasowiacy wykształcili się na skutek asymilacji różnych nacji zamieszkujących od XIV w. tereny Puszczy Sandomierskiej. Początkowo osadnictwo w puszczy będącej granicą między właściwą Małopolską (województwo sandomierskie i lubelskie) a Rusią Czerwoną (województwo ruskie) było mało intensywne. Wśród głównych grup osadników byli Mazurzy, czyli mieszkańcy Mazowsza. Mazowieckie pochodzenie osadników sugerują toponimy takie, jak Mazury. Inną grupą osadników z wieków XVI–XVII byli również jeńcy wojenni. Tradycja lokalna wiąże przezwisko „Tatary” nadawane mieszkańcom Sokołowa Małopolskiego z osadnictwem tatarskim, z którym mają wiązać się również toponimy Majdan Królewski czy Medynia (Łańcucka, Głogowska). Również mieszkańcy Czajkowej na początku XX w. przyznawali się do pochodzenia tatarskiego. Ludność ta jednak szybko miała ulec polonizacji. Jednocześnie informacje o takim osadnictwie są oparte jedynie na tradycji i poszlakach, np. wskazujących na przetrzymywanie w tym rejonie jeńców tatarskich, a brak niepodważalnych dokumentów potwierdzających zorganizowane osadnictwo. W związku z tym fakt takiego osadnictwa w Kotlinie Sandomierskiej jest podważany i określany jako legenda. Na kształtowanie się etnografii regionu wpływ miała również niemiecka kolonizacja józefińska, napływ sąsiedniej ludności z centralnej i zachodniej Małopolski, ale również innych regionów Polski, jak i ze wschodu. W tej wewnętrznej imigracji możliwy był udział już zasymilowanych Tatarów z innych części Rzeczypospolitej, co mogłoby tłumaczyć motyw tatarskiego osadnictwa. Wzajemne przenikanie tak różnorodnych kultur doprowadziło do powstania odrębnej, różniącej się od sąsiadów społeczności. Rozbiory Polski, a zwłaszcza podział ustalony na kongresie wiedeńskim oddzieliły wschodnią grupę od części zasadniczej pozostającej pod panowaniem austriackim i pogłębiły izolację Lasowiaków od Sandomierzan z regionu kielecko-sandomierskiego.

## Gwara
Gwara lasowiacka, częściej określana jako lasowska, jest zaliczana do gwar środkowomałopolskich. Należąc do dialektu małopolskiego zachowuje większość jego cech (np. mazurzenie), ma jednak szereg cech przejściowych zwłaszcza nawiązujących do gwar dialektu mazowieckiego. Mieszane pochodzenie i położenie na pograniczu różnych wpływów sprawiają, że gwara lasowiacka jest silnie zróżnicowana wewnętrznie.

## Historyczne zajęcia

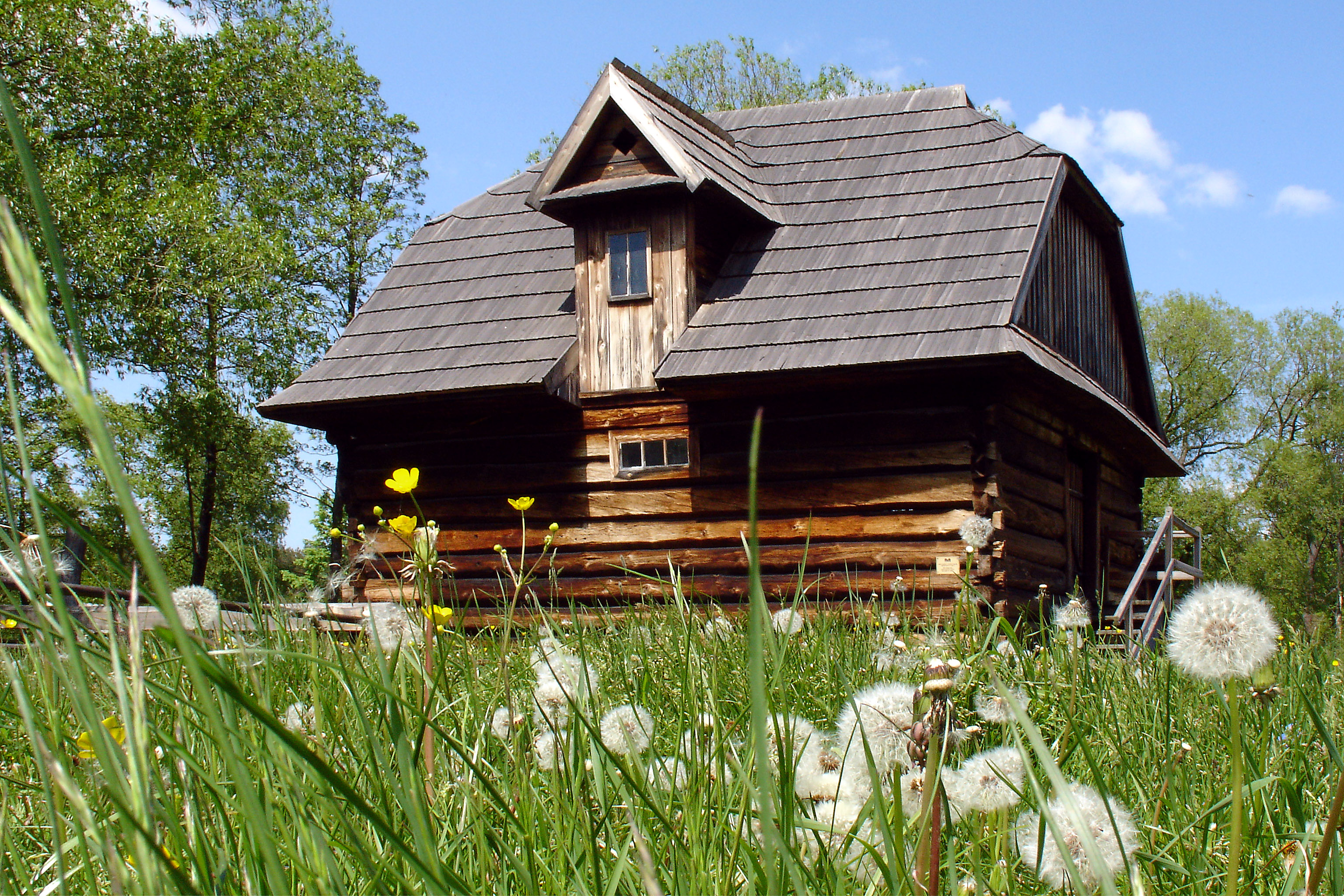
Młyn wodny z Żołyni, skansen w Kolbuszowej

Lasowiacy utrzymywali się przede wszystkim z gospodarki leśnej. Zajmowali się łowiectwem, myślistwem, bartnictwem, wytapianiem rudy darniowej, smoły i mazi oraz wypalaniem węgla drzewnego. Specjalizowali się w bednarstwie (okolice Kolbuszowej i Majdan Królewski), ciesielce, stolarstwie, kołodziejstwie (okolice Kolbuszowej) czy nawet zabawkarstwie (Brzóza Stadnicka k. Leżajska). Na tych terenach rozwinęły się również inne rzemiosła, w tym wikliniarstwo, garncarstwo (Medynia Głogowska, Łążek Garncarski) i tkactwo. Karczunek znacznych terenów puszczy, a następnie stosowanie systemu żarowego, czyli wypalanie lasów przez Lasowiaków, stworzył przestrzenie pod uprawy rolne. Najdłużej stosowano trójpolówkę zbożowo-ugorową, polegającą na podziale gruntów ornych na trzy pola, przy czym co roku inna część stawała się ugorem. Szybko jednak okazało się, że gleba w tej części jest mało żyzna i pozwala wyłącznie na uprawę żyta, owsa, tatarki, orkiszu oraz ziemniaków i buraków pastewnych. Znaczna powierzchnia łąk i pastwisk sprzyjała natomiast hodowli bydła.

## Zabudowa

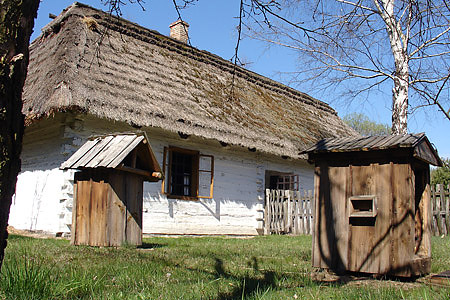
Zagroda z Huty Przedborskiej, skansen w Kolbuszowej

Początkowo budowane w obrębie lasów osiedla miały nieregularny układ. Następnie w miarę trzebienia lasów powstawały łańcuchówki, a kolonizacja józefińska upowszechniła szeregówki, podczas gdy dawne osiedla stawały się przysiółkami (często o nazwach Kąty, Budy lub Podlas).
Chałupy lasowiackie były drewniane, najczęściej z sośniny lub jedliny. Miały konstrukcję zrębową, z węgłami gładkimi lub na nakładkę, a później na rybi ogon. W wewnętrznym układzie przeważał schemat jednotraktowy z sienią na osi wyraźnie rozdzielającą izbę od pomieszczeń gospodarczych. Do stajni wchodziło się przez sień, rzadziej bezpośrednio z pola. Bardziej zamożni Lasowiacy budowali chałupy dwutraktowe z olbrzymią sienią na osi, w której zazwyczaj znajdował się komin i wydzielona z niego wędzarnia. Po jednej stronie sieni mieściła się izba z alkierzem bądź komorą lub izba i kuchnia, po drugiej zaś dwie izby lub izba z komorą. Część sieni za kominem spełniała funkcję kuchni. Budynki z dachem czterospadowym kryto słomą i wzmacniano na szczycie koźliną, czyli krótkimi żerdziami zbitymi na krzyż. Z czasem zamieniono dach czterospadowy na dwuspadowy, kryty cementową dachówką. Przyczółki okapowe w ścianach szczytowych wzbogacono ornamentyką wyciętą w deskach. Z sieni wyraźnie wydzielono kuchnię. Poddasze pełniło funkcje magazynowe (np. na siano), oddzielone było od izb drewnianą powałą podpieraną poziomymi belkami (sosrębami), z których środkowa (bierzmo) bywała zdobiona motywem roślinnym, często z datą budowy. Ozdobami izb były obrazy wieszane ukośnie od ściany dla lepszego odbijania światła, makaty, sztuczne kwiaty.
Zagroda lasowiacka przeważnie liczyła dwa, rzadziej trzy czy cztery budynki. Chałupę sytuowano ścianą szczytową do gościńca i tuż w jego pobliżu. Wchodziło się do niej, jak i do pozostałych budynków, od strony podwórza. Stodoła budowana na linii prostopadłej do położenia chałupy zamykała podwórze od strony pól. Zdarzało się, że w zagrodzie był jeszcze spichlerz, stajnia i gruba, czyli schowana w ziemi wolno stojąca piwnica. Typowa stodoła miała jedno boisko, pełniące czasem rolę klepiska znajdujące się między dwoma sąsiekami.

## Ubiór

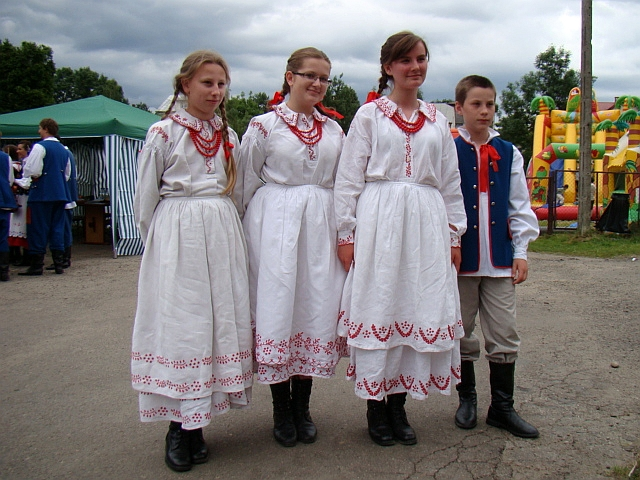
Strój lasowiacki

W zakresie tradycyjnego stroju ludowego istniały lokalne różnice. Podstawowe ubranie było wykonane z niebarwionego lnu lub konopi. Charakterystyczne barwy haftu to biel, czerń i czerwień. Mężczyźni nosili długie lniane koszule wiązane czerwoną wstążką wypuszczane na spodnie. Na nią zakładana była płócienna kamizelka. Wierzchnim ubraniem była sukmana i magierka samodziału lub słomiany kapelusz. Spodnie i ubranie wierzchnie zwykle barwione było na brązowo. Butami były łapcie z łyka lipowego lub skórzane chodaki uszyte z jednego płótna skóry niezróżnicowane na lewe i prawe. Kobiety nosiły koszule i spódnice przykryte zapaską. Nosiły także wełniane wielokolorowe krajki, kamizelki i sukmany. Dziewczyny nosiły wełniane gorsety, mężatki czepce lub chustki. Ozdobą były korale i hafty. Zimą bogatsi zakładali kożuchy wyprawiane u miejscowych kuśnierzy

## Kuchnia
W tradycyjnym wymiarze kuchnia bazowała w znacznym stopniu na produktach roślinnych: kaszach (głównie jaglana i gryczana), mąkach (głównie żytnia, owsiana), warzywach (jak: ziemniaki, kapusta) oraz runa leśnego (głównie grzyby, owoce leśne).

## Zwyczaje
Lasowiacy znani byli z kultywowania zwyczajów wywodzących się z pogaństwa powiązanego z silnym klerykalizmem. Wśród zwyczajów bożonarodzeniowych charakterystyczne było śmiecenie słomą i wnoszenie sprzętów gospodarczych na dach. Oprócz typowego kolędowania praktykowano chodzenie po scodrokach w święto Trzech Króli. Wśród zwyczajów wielkanocnych są turki. Podkreślana jest też szczególna rola odpustów parafialnych, którą mogła wzmocnić tradycja odpustu w leżajskim sanktuarium.

## Współczesność
Obecnie wytwory kultury lasowiackiej można spotkać przede wszystkim w kolbuszowskim skansenie, który początkowo nazywał się Muzeum Regionalnym Lasowiaków. Od 1956 r. w Stalowej Woli działa Zespół Pieśni i Tańca „Lasowiacy” im. Ignacego Wachowiaka kultywujący kulturę tej grupy etnograficznej. Poza tym działają również inne lokalne zespoły folklorystyczne. Okręgowa Spółdzielnia Mleczarska w Stalowej Woli produkuje produkt regionalny – ser twarogowy lasowiacki. Innym produktem regionalnym jest lasowiacki karp w galarecie. Znaczną popularnością cieszy się również zaczerpnięty z kultury ludowej (m.in. haftu) motyw serca lasowiackiego.